# Chambre des représentants (Biélorussie)
Pour les autres articles nationaux ou selon les autres juridictions, voir Chambre des représentants.
8e législature
Maison du Gouvernement (en)
La Chambre des représentants (en biélorusse : Палата прадстаўнікоў romanisé : Palata pradstawnikow ; en russe : Палата представителей romanisé : Palata predstaviteleï) est la chambre basse de l'Assemblée nationale de Biélorussie.

## Système électoral
La Chambre des représentants est composée de 110 sièges renouvelés tous les quatre ans au scrutin uninominal majoritaire à un tour dans autant de circonscriptions. Un âge minimum de vingt et un ans est requis pour se porter candidat.
La loi électorale prend cependant en compte le vote blanc, les électeurs ayant la possibilité de voter « Aucun d'entre eux », un choix comptabilisé dans les votes valides. En cas de candidature unique dans une circonscription, le candidat doit par conséquent recueillir plus de voix que de votes blancs, à défaut de quoi le scrutin est invalidé dans la circonscription, et repris de zéro. Jusqu'aux élections de 2024, le scrutin était également invalidé si le taux de participation était inférieur à 50 % des inscrits dans la circonscription,.

### Historique
Le scrutin était auparavant uninominal majoritaire à deux tours avant une modification du Code électoral intervenue en 2013.